# Frontières de l'Empire romain (patrimoine mondial)

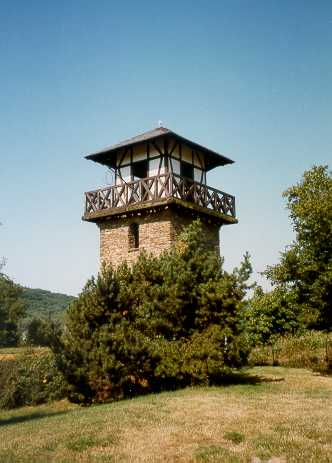
Reconstitution d'une tour de guet romaine près de Rheinbrohl en Allemagne.

Les frontières de l'Empire romain sont un ensemble de biens inscrits au patrimoine mondial par l'UNESCO, en Allemagne, Autriche, Pays-Bas, Roumanie, Royaume-Uni et Slovaquie.

## Caractéristiques
À son apogée au IIe siècle, la ligne frontière de l'Empire romain s'étend sur plusieurs milliers de km, depuis le nord de la Grande-Bretagne, traversant l'Europe de part en part depuis les actuels Pays-Bas jusqu'à la mer Noire, puis vers le sud jusqu'à la mer Rouge et ensuite vers l'ouest, à travers l'Afrique du Nord jusqu'à la côte atlantique.
En Europe, une partie de cette ligne frontière est inscrite au patrimoine mondial par l'intermédiaire de quatre biens sériels transfrontaliers qui en regroupent des vestiges (forts, tours de guets, murs, fossés, etc.) dans différents état de conservation (fouillés, reconstitués, détruits, etc.) :
- Frontières de l'Empire romain[1] : comprend, en Allemagne, une partie du limes de Germanie, et au Royaume-Uni les murs d'Hadrien et d'Antonin
- Frontières de l'Empire romain – le limes de Germanie inférieure[2] : correspond au limes de Germanie inférieure, en Allemagne et aux Pays-Bas.
- Les frontières de l'Empire romain – le limes du Danube (segment occidental)[3] : en Allemagne, Autriche et Slovaquie, correspond à une partie du limes danubien (en), la frontière romaine qui suivait le cours du Danube (provinces romaines de Rhétie, Norique et Pannonie).
- Frontières de l'Empire romain – Dacie[4] : en Roumanie (ancienne province de Dacie).

Ces quatre biens sont inscrits sous les critères culturels (ii), (iii) et (iv).

## Processus d'inscription
Les différents biens sont inscrits progressivement, au cours d'un processus qui s'étend sur quasiment 40 ans.
Le Royaume-Uni envisage l'inscription de la zone militaire du mur d'Hadrien dès 1985. Cette inscription est réalisée en 1987 ; la protection ne concerne alors que le seul mur d'Hadrien. En 1999, l'Allemagne envisage l'inscription du limes de Germanie Supérieure et de Rhétie : celle-ci est réalisée en 2005, le Comité étendant le bien consacré au mur d'Hadrien (en le renommant « Frontières de Empire romain : Limes de Germanie supérieure et de Rhétie »). Une deuxième extension a lieu en 2008, avec l'ajout du mur d'Antonin.
Dans le courant des années 2010, l'Allemagne, l'Autriche, la Hongrie et la Slovaquie déposent des dossiers en vue de l'inscription du limes danubien. La Hongrie retire par la suite sa proposition et le bien inscrit en 2021, "Les frontières de l'Empire romain – le limes du Danube (segment occidental)", ne concerne que l'Allemagne, l'Autriche et la Slovaquie.
En 2018, l'Allemagne et les Pays-Bas déposent des dossiers sur leur liste indicative respective concernant le limes de Germanie inférieure. Celui-ci est inscrit au patrimoine mondial en 2021.
Le limes dace est inscrit par la Roumanie sur sa liste indicative en 2020. Cette proposition conduit à une inscription au patrimoine mondial en 2024.
En 2024, plusieurs propositions relatives aux frontières de l'Empire romain demeurent sur les listes indicatives de plusieurs pays, mais n'ont pas encore conduit à une inscription au patrimoine mondial :
- Dès 2009, la Hongrie propose l'inscription du limes pannonien (en)[12].
- En 2021, la Tunisie propose l'inscription d'une partie de la frontière sud, dans le Sahara[13].
- En 2020, la Bulgarie[14], la Croatie[15], la Roumanie[16] et la Serbie[17] ont déposé une proposition conjointe en vue de l'extension du limes danubien.

## Statistiques
Le tableau ci-dessous résume les caractéristiques des quatre biens. La colonne « Année(s) » fait référence à l'année d'inscription et aux éventueles années d'extension. La colonne « Éléments » recense le nombre d'éléments distincts qui composent chaque bien.
| Id.  | Bien                                                                        | Pays                         | Superficie (ha) | Zone tampon (ha) | Année(s)       | Éléments |
| ---- | --------------------------------------------------------------------------- | ---------------------------- | --------------- | ---------------- | -------------- | -------- |
| 430  | Frontières de l'Empire romain                                               | Allemagne Royaume-Uni        | 526,9           | 5 225,7          | 1987 2005 2008 | 420      |
| 1631 | Frontières de l'Empire romain – le limes de Germanie inférieure             | Allemagne Pays-Bas           | 812,75          | 7 196,54         | 2021           | 102      |
| 1608 | Les frontières de l'Empire romain – le limes du Danube (segment occidental) | Allemagne Autriche Slovaquie | 821,7461        | 1 826,7635       | 2021           | 77       |
| 1718 | Frontières de l'Empire romain – Dacie                                       | Roumanie                     | 1 491,6         | 14 197,61        | 2024           | 277      |